# Fiodor Aleksiejew
Fiodor Jakowlewicz Aleksiejew (ros. Фёдор Яковлевич Алексеев, ur. ok. 1754 w Petersburgu, zm. 11 listopada?/23 listopada 1824 tamże) – rosyjski malarz, prekursor pejzażu miejskiego w rosyjskim malarstwie.

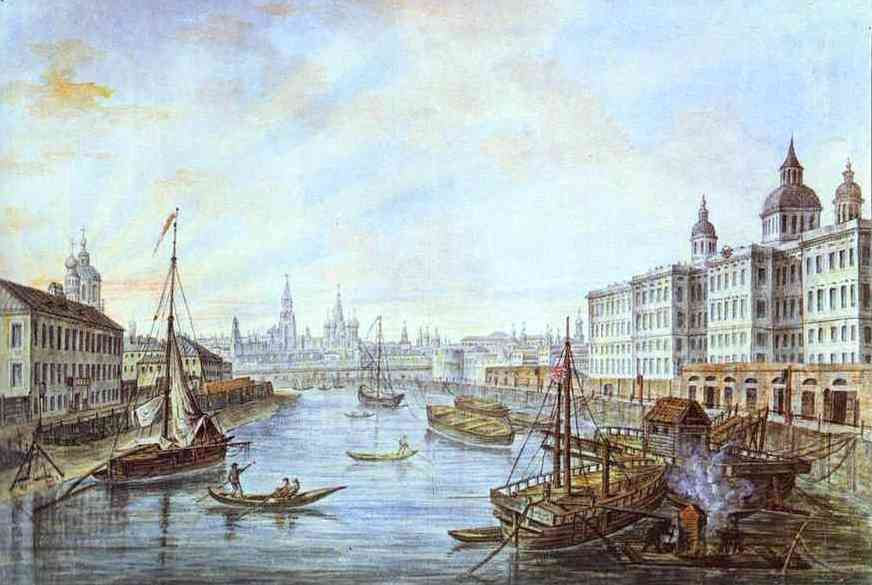
Fiodor Aleksiejew Sierociniec w Moskwie, 1800

W latach 1766–1773 studiował na Cesarskiej Akademii Sztuk Pięknych w Petersburgu. Od 1803 pełnił tam funkcję profesora. W latach 1773–1777 mieszkał w Wenecji, gdzie pozostawał pod wielkim wpływem malarstwa wedutowego (pejzaże miejskie) Giovanniego Antonia Canaletta i Francesca Lazzara Guardiego. Malował przede wszystkim w Petersburgu, ale w latach 1800–1802 przebywał w Moskwie. Jest założycielem rosyjskiej szkoły malarstwa wedutowego. Często malował widoki Newy i jej malowniczych brzegów. Jego obrazy charakteryzuje przejęta z malarstwa weneckiego gra światła i cienia i swoista wibracja powietrza. Do najbardziej znanych prac Aleksiejewa należą: Widok nabrzeża (1794), Widok nabrzeża angielskiego.